# Genista canariensis
Espèce
Genista canariensis est une espèce de plantes à fleurs de la famille des Fabaceae, originaire des îles Canaries.

## Répartition et habitat
Originaire des îles Canaries, cette espèce a été introduite dans d'autres régions du monde, telles que l'Asie (notamment Inde, Sri Lanka), l'Australie et l'Amérique du Nord (Californie, État de Washington aux États-Unis par exemple).

## Dénominations et systématique

### Synonymes
- Cytisus canariensis (L.) Kuntze
- Teline canariensis (L.) Webb & Berthel.